# VIZE (musikgrupp)
Vize (oftast stiliserat som VIZE) är en tysk DJ-, electro- och houseduo bildad 2018 i Berlin och består av två medlemmar, Vitali Zestovskih och Johannes Vimalavong. Gruppen hade även en tredje medlem, Mario Fiebiger, som dock hoppade av november 2019. Duons namn består av de två första bokstäverna av Vimalavongs respektive Zestovskihs efternamn.
Gruppen slog igenom 2018 med sin debutsingel "Glad you came", en cover av The Wanteds låt med samma namn. Låten toppade listorna i både Tyskland och Frankrike samma år.
I maj 2019 släpptes duons andra singel "Stars", i samarbete med tyska sångerskan Laniia. Låten hamnade på plats 18 i Tyskland och plats 24 på Österrike. Singeln fick guldstatus i båda länderna i november 2019.
I november 2019 ersatte Johannes Vimalavong Mario Fiebiger som gruppmedlem. Den 22 november 2019 släpptes "Close your eyes", tillsammans med Felix Jaehn och Miss Li, vilken även hamnade på plats 63 på Sverigetopplistan.

## Diskografi

### Singlar
- 2018: Glad You Came (Med Laniia)
- 2019: Stars (med Laniia)
- 2019: Close Your Eyes (med Felix Jaehn och Miss Li)
- 2020: Baby (med Capital Bra)
- 2020: Thank You [Not So Bad] (med Felix Jaehn)
- 2020: Kids (med Alle Farben och Graham Candy)
- 2020: Never Let Me Down (med Tom Gregory)
- 2020: Lonely (med Tujamo och Majan)
- 2020: Far Away From Home (med Sam Feldt och Leony)
- 2020: Brother Louie (med Dieter Bohlen, Imanbek och Leony)
- 2020: Lissabon (med Philipp Dittberner)
- 2020: Paradise (med Joker Bra och Leony)
- 2020: Dolly Song (Devil's Cup) (med Leony)
- 2020: Bist Du Okay? (med Mark Forster)
- 2020: The One (med Rea Garvey)
- 2020: Space Melody (med Alan Walker och Leony)

### Remixer
- 2018: Drenchill feat. Indiiana – Hey Hey
- 2019: Tim Kamrad – Holdin’ On
- 2019: Sunset City feat. Samantha Jade – Forget It All (Vize & Mabe Remix)
- 2019: Milk for Two – Tonight
- 2019: Sam Feldt feat. Rani – Post Malone
- 2019: Timmy Trumpet – World at Our Feet
- 2019: Dayo feat. Ruut – Mockingbirds
- 2019: Chico Rose feat. Afrojack – Sad
- 2020: GoldFish & Cat Dealers – Colours & Lights
- 2020: Forest Blakk – Put Your Hands Up
- 2020: Joel Corry – Lonely
- 2020: K-391, Alan Walker & Ahrix – End of Time
- 2020: StaySolidRocky – Party Girl
- 2020: Clueso – Tanzen
- 2020: Sigma feat. Birdy – Find Me
- 2020: Dimitri Vegas & Like Mike, Bassjackers - Happy Together
- 2020: Miss Li - Complicated
- 2020: Louane - Désolée
- 2020: Georg Stengel - Mein Zuhause
- 2020: FOURTY - Weisser Rauch